# Endasys texanus
Endasys texanus là một loài tò vò trong họ Ichneumonidae.